# 北尾トロ
北尾 トロ（きたお トロ、1958年1月23日 - ）は、日本のフリーライター、個人事務所（株）ランブリン代表、『季刊レポ』編集長。本名は伊藤 秀樹。福岡県福岡市生まれ。裁判傍聴を重ね、著書を多数執筆。 

## 概要
父親の転勤に従って中学2年時に兵庫県尼崎市に転居。さらに高校2年時に東京都立川市に転居。東京都立日野高等学校、法政大学社会学部卒業。フリーター、編集プロダクションのアルバイトなど経て、フリーライターになった。
30代の初めライターの下関マグロらと脳天気商会という会社、バンドを数年やっていたことがある。下関マグロとは数冊、共著もある。30歳頃から、現在のペンネームで『別冊宝島』、『裏モノの本』などに執筆活動を開始。
『裏モノJAPAN』での裁判傍聴の連載記事は、単行本化、漫画化、映画化、ドラマ化と展開していった。
1999年からインターネットを利用したオンラインの古書店「杉並北尾堂」を始める。ライターとしては、ゲイ、裏稼業、裁判傍聴ものなどサブカルチャーや一風変わった人生、生き方、グルメなどを紹介するものが多い。40代になってからは、「本の町」を日本にもと考え、2008年には長野県高遠町を舞台に、「本の町プロジェクト」を展開している。
2004年頃に住んでいた東京都杉並区西荻窪で、タウン誌「西荻丼（にしおぎどんぶり）」を立ち上げた。
2010年に責任編集をつとめるノンフィクション雑誌「季刊レポ」を創刊。2015年、20号を刊行して終刊。
2012年に長野県松本市へ移住、第2種銃猟免許を取得し、空気銃による猟を始めた
。2020年から埼玉県在住。

## おもな著作
- 『彼女たちの愛し方』（ザ・マサダ、中川カンゴローと共著、1997年）
- 『怪しい人びと』（風塵社、1998年。のちに新潮文庫で『怪しいお仕事!』として文庫化）
- 『キミは他人に鼻毛が出てますよと言えるか』（鉄人社、2000年。のちに幻冬舎文庫で文庫化）
- 『ぼくはオンライン古本屋のおやじさん』（風塵社、2000年。のちにちくま文庫で文庫化）
- 『裁判長!ここは懲役4年でどうすか-100の空論より一度のナマ傍聴』（鉄人社、2003年。のちに文春文庫で文庫化。松橋犬輔によって漫画化（新潮社））
- 『ヘンな本あります ぼくはオンライン古本屋のおやじさん 2』（風塵社、2003年）
- 『気分はもう、裁判長』（理論社、2005年）
- 『裁判長!これで執行猶予は甘くないすか』（『裁判長!ここは懲役4年でどうすか』の続編、文藝春秋、2007年。のちに文春文庫で文庫化）
- 『ぶらぶらヂンヂン古書の旅』（風塵社、2007年。のちに文春文庫で文庫化）
- 『おっさん傍聴にいく!  最近の裁判所でのあれやこれやをグダグダ語ってみる。』（ジュリアン、下関マグロと共著、2007年。のちに幻冬舎文庫で文庫化）
- 『おっさん糖尿になる! コンビニ・ダイエットでいかに痩せたかをチラホラ語ってみる。』（ジュリアン、下関マグロと共著、2007年）
- 『もいちど修学旅行をしてみたいと思ったのだ』（小学館、2008年）
- 『中央線で猫とぼく あの日、あのコと目があって』（メディアファクトリー、2008年)　(『にゃんくるないさー』(文春文庫、(2015年)に改題
- 『男の隠れ家を持ってみた』（新潮文庫、2008年）
- 『ほんわか! 本についてわからないこと、ねほりはほり!』（メディアファクトリーMF文庫ダ・ヴィンチ、2008年）
- 『裁判長!おもいっきり悩んでもいいすか 裁判員制度想定問題集』（文藝春秋、2009年）
- 『ぼくに死刑と言えるのか もし裁判員に選ばれたら』（鉄人社、2009年）
- 『全力でスローボールを投げる』（文藝春秋、2010年）
- 『駅長さん！これ以上先には行けないんすか』（河出書房新社、2011年）
- 『昭和が終わる頃、僕たちはライターになった』（ポット出版、下関マグロと共著、2011年）
- 『愛の山田うどん 廻ってくれ、俺の頭上で!!』（河出書房新社、えのきどいちろうとの共著、2012年）『愛と情熱の山田うどん　まったく天下をねらわない地方豪族チェーンの研究』 (河出文庫)、　2022年
- 『傍聴弁護人から異議あり!』（現代人文社、2013年）
- 『ニッポン超越マニア大全』（イースト・プレス、2014年） - 月刊ラジオライフの連載記事『超越大陸』から抜粋、加筆したもの。
- 『猟師になりたい!』（信濃毎日新聞社、2014年、ISBN 4-7840-7244-6） - 信濃毎日新聞での連載記事を単行本化。後にKADOKAWAより文庫化された。
- 『夕陽に赤い町中華』
- 『僕が20年ぶりに人ん家に泊まってわかったこと 東京民泊エッセイ』（文藝春秋、2020年5月） - 別冊文藝春秋の連載をまとめた電子書籍。表紙イラストは日高トモキチ。
- 『犬と歩けばワンダフル 密着!猟犬猟師の春夏秋冬』（集英社、2021年、ISBN 4-0878-1698-2） - 帯に馳星周が登場。
- 『人生上等! 未来なら変えられる』（集英社、2023年2月、ISBN 4-7976-7423-7）
- 『ツキノワグマの掌を食べたい! 猟師飯から本格フレンチまで ジビエ探食記』（山と渓谷社、2024年3月、ISBN 978-4635810241）

## 雑誌連載
- 月刊ラジオライフ（三才ブックス）での連載
  - 『超越大陸』 - 無線などのマニアを取材。2008年7月号から2011年頃まで。2014年に単行本化。
  - 『マニアッ区紳士録』 - ユニークな趣味を持っている人物（「1人部活の部長」がコンセプト）を取材。2016年1月号から2018年12月号までの全36回。
  - 『ヘンケン発掘ラボ』 - ユニークな研究を行っている人物（主に大学の研究者）を取材。2019年1月号から2020年5月号までの全17回。

## 出演
- たまむすび（TBSラジオ） - 木曜日のゲストコーナーに年に1-2回登場し、赤江珠緒やピエール瀧らを相手に話した。テーマは山田うどん、狩猟、町中華、裁判傍聴など。

## その他
- 朝日新聞 2004年1月20日朝刊にて、導入議論中の裁判員制度について意見を述べた。
- スポーツ報知 2009年5月22日にて、5月21日に法律が成立した裁判員制度について意見を述べた。同じく朝日新聞 2009年6月2日朝刊でも意見を述べた。
- 朝日新聞 2013年4月10日朝刊オピニオン面にて、一票の格差に関わる選挙無効判決について「鹿児島2区選挙無効事件」と関連付けた意見を述べた。
- 朝日新聞 2023年6月3日朝刊読書面にて『裁判官の爆笑お言葉集』（著：長嶺超輝、幻冬舎新書）への書評を行った[5]。